# Intercosmos 18
Intercosmos 18 fue el nombre de un satélite artificial soviético construido con el bus AUOS y lanzado bajo el programa Intercosmos de cooperación internacional el 24 de octubre de 1978 desde el cosmódromo de Plesetsk mediante un cohete Kosmos 3. El satélite contó con la colaboración de Checoslovaquia, Hungría, Polonia y Rumanía. Reentró en la atmósfera el 17 de marzo de 1981.

## Objetivos
La misión de Intercosmos 18 consistía en el estudio de la magnetosfera y la ionosfera terrestres, continuando la misión de Intercosmos 10.

## Características
Los datos recogidos durante la misión eran tanto guardados en el sistema de almacenamiento del satélite como enviados en tiempo real cuando se podía. Simultáneamente con el satélite se realizaban mediciones mediante estaciones en tierra, globos y cohetes. El satélite medía las tres componentes del campo magnético, los flujos de partículas de baja energía y su distribución angular (para electrones e iones positivos de entre 100 eV y 50 keV), las componentes magnética y eléctrica de las ondas VLF (de 100 Hz a 16 kHz), los campos electrostáticos de origen ionosférico y magnetosférico mediante una técnica de doble sonda, las temperaturas y densidades de electrones e iones y la composición de los iones y las partículas neutras de la atmósfera superior.